# Bandiala
Le Bandiala est un petit fleuve côtier du Sénégal qui se jette dans l'océan Atlantique dans la région naturelle du Sine Saloum et arrose Toubacouta. La rivière traverse une galerie de Mangroves amphibies d’environ 2000 mètres de large, exposées à la marée. Le Bandiala est reliée à la hauteur de l'île de Gouk au Diomboss, qui est un bras gauche de l'estuaire du Saloum.